# Lobochonidae
Famille
Synonymes
- Segmentochonidae

Les Lobochonidae sont une famille de Ciliés de la classe des Phyllopharyngea, et de l’ordre des Exogemmida.

## Étymologie
Le nom de la famille vient du genre type Lobochona, qui se compose du préfixe lobo- (du grec λοβο / lobo, « lobe »), et du suffixe -chona, (du grec χονα / chona « entonnoir »), littéralement « entonnoir lobé ».

## Description
Les Lobochonidae ont une taille moyenne (80-200 µm). Ils sont allongés et non aplatis, en forme de bouteille. Ils sont sessiles. Leur extrémité apicale est simple, conique, légèrement évasée, souvent avec deux lobes dorsaux. Leur cône est en entonnoir simple. Ils ont une collier distinct. Leur ciliation comprend un champ gauche et un champ droit plus grand ; chaque partie est divisée en plus de six cinéties. Ils ont un pédoncule court. Leur macronoyau est hétéromère et ellipsoïde. Au moins un micronoyau est présent. Ils n’ont pas de vacuole contractile ni de cytoprocte. Le mode d’alimentation est inconnu.

## Habitat
Les Lobochonidae vivent en milieu marin ou en eau saumâtre, et ont une très grande distribution sur les crustacés isopodes et amphipodes, et sur une unique espèce d’algue, Par exemple,  pour Lobochona prorates,  sur le crustacé pléopode du genre Limnoria, Limnoria tripunctata.

## Liste des genres
Selon GBIF (19 août 2024) et Lynn (2010) :
- Lobochona Dons, 1941 genre type
  - Espèce type : Lobochona limnoriae Dons, 1941
- Oenophorachona Matsudo & Mohr, 1968
- Physochona Batisse & Crumeyrolle, 1988
- Segmentochona Jankowski, 1989
- Toxochona Yankovskij, 1972

Selon World Register of Marine Species (21 août 2024) :
- Lobochona Dons, 1941 genre type
- Physochona Batisse & Crumeyrolle, 1988
- Segmentochona Jankowski, 1989

## Systématique
Le nom valide complet (avec auteur) de ce taxon est Lobochonidae Jankowksi, 1967
Lobochonidae a pour synonyme :
- Segmentochonidae